# Webley Pocket Revolver

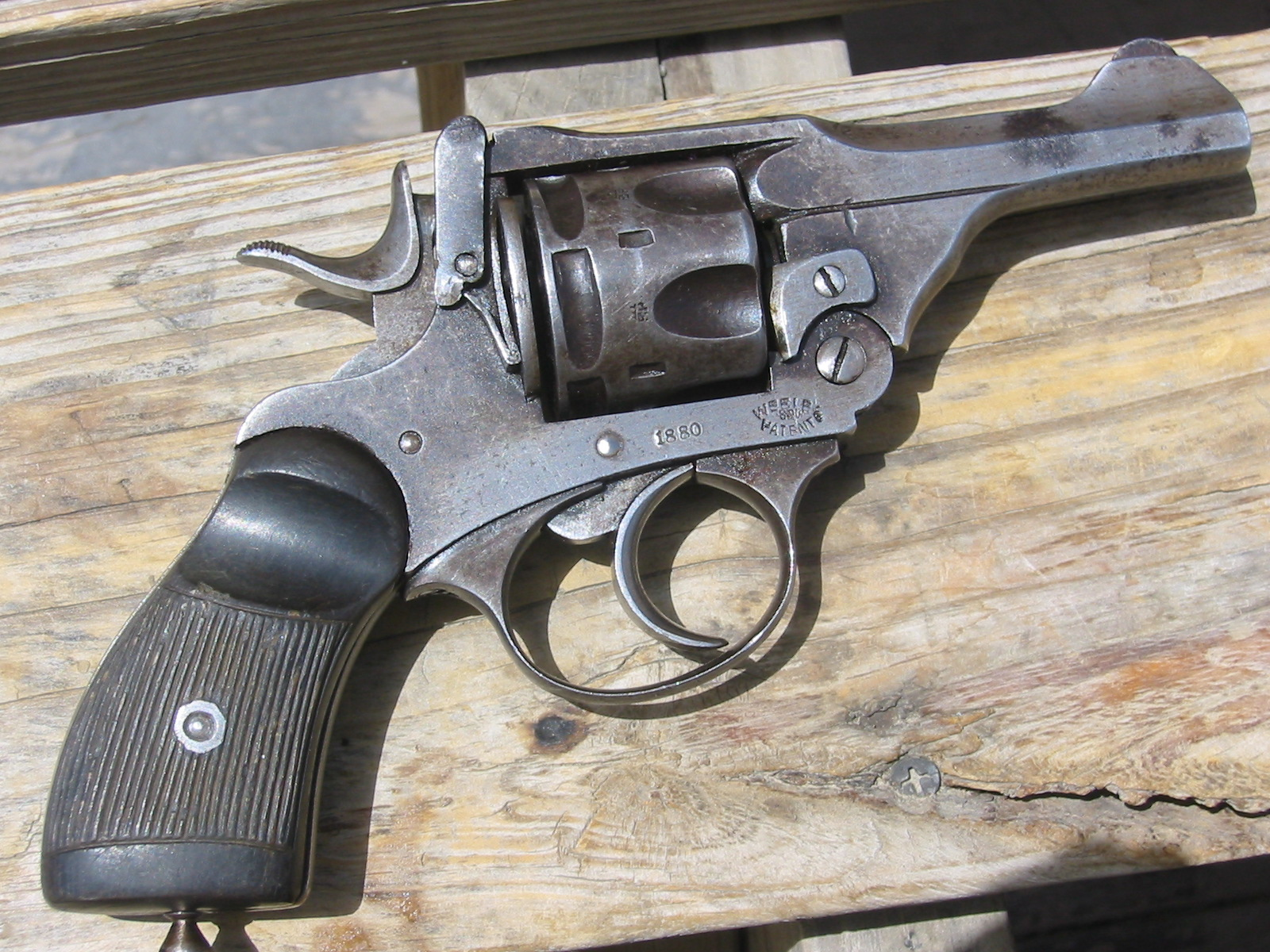
Copie pakistanaise du Webley Pocket Hammer

Le Webley & Scott Pocket Revolver fut un revolver britannique de petit calibre destiné à la défense personnelle. Cette arme de poche fut dérivée des gros Webley Mk I-VI calibre .455. 

## Mécanisme
Ces révolvers britanniques possèdent tous une crosse courte et un mécanisme à double action. Comme tout revolver à brisure, le barillet est solidaire du canon et l'ensemble bascule vers le bas (verrou situé à gauche) pour le chargement et le déchargement de l'arme. En fin de course d'ouverture, ce rochet se débraye par l'entremise d'un cran, permettant à l'étoile de revenir en place pour le rechargement. Les organes de visée sont fixes. Les plaquettes de crosse sont en caoutchouc durci.

## Variantes
- Le « Pocket Hammerless » était muni d'un chien interne et fonctionnant en double action exclusive fut proposé en premier.
- Le « Pocket Hammer » fut muni d'un traditionnel chien externe. Il est décrit dans le paragraphe « Mécanisme »

## Dans la culture populaire
Le « Webley Pocket Hammer  » est connu de nombreux téléspectateurs pour avoir armé Emma Peel.

## Production
La version Hammerless sortit d'usine en 1898 et l'Hammer en 1901. La production des 2 versions cessa vers 1936 après environ 10000 exemplaires vendus. Des firmes d'Europe continentale (essentiellement au Pays basque espagnol) en produisirent des copies en .320 Revolver et .380 Revolver pesant de 450 à 650 g avec un canon de 7,6 cm (10,2 cm sur commande). Les armuriers de la Passe de Khyber (dans les régions tribales du Pakistan) le copièrent en le munissant des marquages fantaisistes. Celui de la photo est daté de 1952 soit 15 ans après la fermeture de la chaîne de production anglaise.

## Sources
Cette notice est issue de la lecture des revues spécialisées ou monographies de langue française suivantes :
- Cibles (Fr)
- AMI
- Gazette des armes (Fr)
- Action Guns  (Fr)
- B. Meyer, L'âge d'or des armes à feu à travers les vieux catalogues, Editions du Portail, 1994.
- Les revolvers de service Webley en calibre .455, par Gerard, Henrotin, H&L Publishing - HLebooks.com, 2007 (ebook téléchargeable)

## Données techniques
- Longueur totale : 17,78 cm
- Masse à vide : 482 g (chien externe) ou 510 g (chien interne)
- Canon : 7,62 cm
- Barillet : 6 cartouches de .320 Revolver (ou de .32 S&W)
- Finition  : bronzée ou nickelée.